# 12583 Buckjean
12583 Buckjean eller 1999 RC35 är en asteroid i huvudbältet som upptäcktes den 11 september 1999 av den amerikanske astronomen Dennis K. Chesney i High Point. Den är uppkallad efter upptäckarens föräldrar.
Asteroiden har en diameter på ungefär 26 kilometer.